# Casacalenda
Casacalenda (Molisan Language Cascalénd)là một đô thị ở tỉnh Campobasso trong vùng Molise thuộc nước Ý, có vị trí cách khoảng 25 km về phía đông bắc của Campobasso. Tại thời điểm ngày 31 tháng 12 năm 2004, đô thị này có dân số 2.367 người và diện tích là 67.0 km².
Casacalenda giáp các đô thị: Bonefro, Guardialfiera, Larino, Lupara, Montorio nei Frentani, Morrone del Sannio, Provvidenti, Ripabottoni.

## Emigration
Since the end of World War II until the 1970s, the town's population declined considerably due to emigration. The places of choice for these emigrants were the Canadian cities of Montreal và Toronto. Montreal even has its own Casacalenda Association.